# Johann Adam Kraus
Johann Adam Kraus (* 18. März 1904 in Ringingen; † 27. Juni 1992 in Freiburg im Breisgau) war ein deutscher römisch-katholischer Pfarrer, hohenzollerischer Heimatforscher und Erzbischöflicher Archivar.
Aus einem vermögenden Bauerngeschlecht stammend, wurde Johann Adam Kraus als fünftes Kind des Landwirts und Gemeinderechners Christian Kraus und dessen Ehefrau Katharina geb. Viesel, in Ringingen auf der Schwäbischen Alb geboren. Nach dem Besuch der dörflichen Volksschule und Lateinunterricht durch den Ortspfarrer bezog Kraus 1916 das Fidelishaus in Sigmaringen zum Besuch des Gymnasiums. Nach dem Abitur 1923 trat er in das Collegium Borromaeum ein und studierte an der Universität Freiburg Theologie. Schwerpunkte seines Studiums waren Kirchen- und Kunstgeschichte bei Joseph Sauer. Am 11. März 1928 wurde er in St. Peter zum Priester geweiht. Sein Vikariat absolvierte Kraus ab 1928 in Urloffen, Bietigheim, Achern und Burladingen. Ab 1936 war er Kaplaneiverweser in Bingen und 1937 Pfarrverweser in Dietershofen, wo er am 19. März 1938 investiert wurde. Hier brachte ihn sein Verhalten in Konflikt mit der Gestapo, was zu einem Gerichtsprozess und einer mehrmonatigen Haft führte. Nach der Freilassung kam Kraus in der Freiburger Ordinariatsregistratur unter. 1943 wurde Kraus zum Militärdienst einberufen, wo er nach kurzer Ausbildung zum Sanitäter in die Bretagne verlegt wurde. Bei der Invasion in der Normandie geriet er mit seiner Einheit in amerikanische Kriegsgefangenschaft. Im POW Camp Lordsburg in New Mexico wirkte Kraus bis 1946 als Lagerpfarrer.
Nach seiner Rückkehr nahm er seine Tätigkeit in der Registratur des Erzbischöflichen Ordinariats wieder ein. Ab 1955 übernahm Kraus auch die Leitung des Erzbischöflichen Archivs. Wegen eines Augenleidens schied er 1966 vorzeitig aus dem Amt. Bis zu seinem Tod in Freiburg ansässig, wurde Kraus in seinem Geburtsort beerdigt.
Seit seiner Studienzeit publizierte Johann Adam Kraus zahlreiche Veröffentlichungen zu Themen der hohenzollerischen Geschichte und Heimatkunde. Er selbst hat für die Jahre 1924 bis 1988 833 Beiträge gezählt. Hinzu kommen 78 Nekrologe hohenzollerischer Geistlicher im Necrologium Friburgense und viele Zeitungsartikel.

## Werke
- Jugenderinnerungen. Anhang: Ahnenlisten und Verzeichnis der heimatkundlichen Arbeiten des Verfassers. Als Manuskript gedruckt. Gammertingen 1965. 152 S., mit Abbildungen.